# Rudtjärnen (Hemsö socken, Ångermanland)
Rudtjärnen är en sjö i Härnösands kommun i Ångermanland och ingår i Ångermanälven-Gådeåns kustområde.